# World of Warcraft: Battle for Azeroth
Pour les articles homonymes, voir BFA.
World of Warcraft: Battle for Azeroth (WoW:BfA) est la septième extension de jeu vidéo du jeu de rôle en ligne massivement multijoueur World of Warcraft. Elle a été annoncée le 3 novembre 2017 à la Blizzcon et a pour thème le conflit renouvelé entre la Horde et l'Alliance, sur Azeroth. L'extension est sortie le 14 août 2018. La bêta est disponible le 24 avril 2018.

## Nouveautés
Les principales nouveautés de cette septième extension sont, :
- la limite de niveau passe de 110 à 120 ;
- deux nouvelles zones : Kul Tiras pour l'Alliance et Zandalar pour la Horde ;
- deux nouvelles îles inexplorées à visiter : Mécagone et Nazjatar;
- de nouvelles races « alliées » :
  - Alliance :
    - Elfe du vide ;
    - Draeneï sancteforge ;
    - Nain sombrefer ;
    - Kultirassien ;

  - Horde :
    - Tauren de Haut-Roc ;
    - Elfe Sacrenuit ;
    - Orc Mag'har ;
    - Troll Zandalari ;
- front de guerre : Hautes-terres Arathies et Sombrivage.